# Ниндзя (ополчение)
Ниндзя (фр. Ninja) — ополчение в Республике Конго, участвовавшее в многочисленных войнах и мятежах в 1990-х и 2000-х годах. «Ниндзя» были сформированы политиком Бернаром Колеласом в начале 1990-х годов, ими командовал Фредерик Бинтсаму, также известный под позывным Пастор Нтуми, когда Бернар Колелас был в изгнании.
Ополчение боролось со сторонниками президента Паскаля Лиссубы во время гражданской войны 1993—1994 годов. Во время гражданской войны 1997—1999 годов они объединились с силами Паскаля Лиссубы против сторонников бывшего президента Дени Сассу-Нгессо. После победы Дени Сассу-Нгессо в этой гражданской войне «ниндзя» подняли мятеж против его правительства в департаменте Пул. Конфликт в Пуле перерос в серию ожесточенных столкновений в 2002—2003 годах, после которых руководство «ниндзя» в конце концов отказалось от вооружённой борьбы. Пастор Нтуми объявил о роспуске «ниндзя» в 2008 году, но они вновь были образованы в 2016 году, начав Войну в Пуле.

## Идеология
Ополчение «ниндзя», сформированное Бернаром Колеласом и изначально лояльное ему, было связано с этнической группой конго. Ополчение было названо в честь ниндзя времён феодальной Японии. Полевой командир «ниндзя», Пастор Нтуми, назывался лидером культа и мессианским пастором. В 2003 году он сказал журналисту, что Святой Дух сказал ему возродить движение «ниндзя». Ополченцы-«ниндзя» носили одежду фиолетового цвета (символизирующего страдания) и заплетали волосы в дреды. Сообщалось, что они верили, что апокалипсис близок. Лидер «ниндзя», цитируемый в статье 2000 года, утверждал, что в районе Пула было «почти 16 000 „ниндзя“». Согласно новостному сообщению The New Humanitarian за 2002 год, аналитики полагали, что Пастор Нтуми командовал лишь несколькими сотнями преданных бойцов и ещё до 3000 временных бойцов, которые были разделены и не проявляли энтузиазма.

## История

### Гражданская война
Республика Конго, бывшая Народная Республика Конго (1970—1991), отменила марксистско-ленинскую однопартийную систему в 1991 году. В новом многопартийном государстве соперничающие политические лидеры сформировали собственные ополчения. Дени Сассу-Нгессо, президент на протяжении большей части однопартийной эры, сформировал ополчение «Кобра». Паскаль Лиссуба, избранный президентом в 1992 году, сформировал министерскую гвардию, или ополчение «Кокойи», и ополчение зулусов. Бернар Колелас, лидер партии «Конголезское движение за демократию и целостное развитие», сформировал «ниндзя» из числа членов своей партии. После спорных парламентских выборов 1993 года начался ожесточённый конфликт между ополченцами. В этом конфликте, который длился до 1994 года, «ниндзи» объединились с «коброй» Дени Сассу-Нгессо против «кокойи» Лиссубы. В декабре 1995 году стороны конфликта подписали мирный договор, согласно которому ополченцы в возрасте от 18 до 24 лет будут интегрированы в национальную жандармерию и полицию. ЮНЕСКО также запустила план по разоружению ополченцев. Эти программы по умиротворению враждующих частей страны были противоречивыми и безуспешными, и ополченцы сохранили свои структуры. В мирное время моральный дух «ниндзей» страдал из-за отсутствия выплат.
Гражданская война в Республике Конго началась в июне 1997 года, когда сторонники президента Лиссубы (включая армию и ополченцев «кокойи», зулусов и мамба) столкнулись со сторонниками Дени Сассу-Нгессо (включая ополчение «кобры» и сторонников в армии). Бернар Колелас, мэр Браззавиля, изначально был нейтрален. Таким образом, контролируемые «ниндзя» районы Браззавиль, Баконго и Макелекеле понесли гораздо меньшие потери, чем остальная часть города, в первые месяцы войны. В сентябре Бернар Колелас встал на сторону Лиссубы и был назначен премьер-министром страны. Таким образом, «ниндзя» вступили в войну на стороне Лиссубы. Альянс между «ниндзя» и «кокойи» был оформлен с основанием «Национального движения за освобождение Конго», но лидеры «ниндзя», такие как Клод-Эрнест Ндалла и Вилли Матсанга, выступили против союза и дезертировали со своими людьми, заняв сторону Дени Сассу-Нгессо.
Силы Дени Сассу-Нгессо при поддержке Анголы взяли под свой контроль Браззавиль в октябре 1997 года и свергли правительство Лиссубы. Дени Сассу-Нгессо вернулся на должность президента. «Ниндзя» отступили в департамент Пул и боролись с мятежом против нового правительства. В 1999 году лидеры «ниндзей» и «кокойи» подписали соглашение о прекращении огня. После подписания соглашения и поражений от правительственных войск около 2000 «ниндзя» и «кокойи» сдались правительству. Соглашение о прекращении огня было осуждено Бернаром Колеласом. К 1999 году американские источники предположили, что Колелас и Лиссуба больше не контролируют свои ополчения.

### Восстание в Пуле
В 2002 и 2003 годах произошло несколько крупных столкновений между правительственными войсками и «ниндзями», что привело к большим гуманитарным жертвам. В марте 2003 года лидеры «ниндзя» подписали соглашение с правительством о прекращении боевых действий в Пуле. Несмотря на мирные соглашения, многие ополченцы-«ниндзя» оставались активными: занимались грабежами мирных жителей и угонами поездов. По состоянию на 2009 год активные остатки «ниндзя» все ещё существовали в южном Пуле.
В июне 2007 года Пастор Нтуми объявил, что «ниндзя» вступают в конструктивную оппозицию и полны решимости работать во имя мира в Пуле и по всей стране. Члены ополчения «ниндзя» во главе с Пастором Нтуми сожгли около 100 единиц своего оружия на церемонии в Кинкале. 10 июня 2008 года была запущена Национальная программа демобилизации, разоружения и реинтеграции, направленная на реинтеграцию бывших участников войн 1990-х и 2000-х годов в гражданское общество. Пастор Нтуми выступил на презентации в Кинкале и объявил о роспуске «ниндзей». В сентябре 2007 года ему предложили должность в правительстве, но он скрывался до декабря 2009 года, когда все-таки прибыл в Браззавиль.
В 2009 году Бернар Колелас умер в Париже.

### Война в Пуле
В 2016 году Пастор Нтуми снова собрал ополчение после того, как стал оспаривать поправки к конституции, внесенные президентом Дени Сассу-Нгессо. 4 апреля 2016 года правительство Конго обвинило ополчение «ниндзя» в нападении на силы безопасности. Ополченцы отвергли обвинения, назвав их ложным предлогом для политического давления. Однако, насилие продолжилось: продолжались обстрелы конголезскими вооружёнными силами и нападения на поезда ополченцами «ниндзя». Правительство Конго и ополчение «ниндзя» подписали соглашение о прекращении огня 23 декабря 2017 года. В соответствии с условиями соглашения «ниндзя» должны были сдать оружие и прекратить вмешательство в торговлю между городами Браззавиль и Пуэнт-Нуар.

## Нарушение прав человека
Согласно отчету Службы гражданства и иммиграции США за 2000 год, были многочисленные заслуживающие доверия сообщения о серьёзных нарушениях прав человека, совершенных силами ополчения «ниндзя», включая захват заложников, пытки и внесудебные казни. В отчете Amnesty International, цитируемом Службой гражданства и иммиграции США, говорится, что с июня 1997 года комбатанты «ниндзя» и «кокойи» убили сотни, а возможно, и тысячи безоружных гражданских лиц на блокпостах в своих опорных пунктах Баконго и Макелекеле.